# Stowarzyszenie Artystów i Zwolenników Sztuk Pięknych
Der Stowarzyszenie Artystów i Zwolenników Sztuk Pięknych (deutsch: Verband der Künstler und Förderer der Schönen Künste) wurde 1916 in Łódź gegründet.

## Geschichte
Abraham Behrmann (1876–1942) und Artur Szyk (1894–1951) waren die Gründer des Verbandes. Der Architekt Henryk Lewinson wurde als erster Präsident gewählt, weitere Vorstandsmitglieder waren der Maler und Pädagoge Andrzej Pronaszko sowie der Journalist Heinrich Zimmermann.
Im Jahr 1918 veranstaltete die Organisation zwei Ausstellungen – im Frühjahr („Wystawa Wiosna“) und im Winter („Wystawa Zimowa“). Vorwiegend wurden jüdische Künstler präsentiert. Bei der ersten Ausstellung wurden die Werke von 28 deutsch- oder polnischstämmigen Künstlern gezeigt. So stellte Jankel Adler auf der Winterausstellung (21. November 1918 bis 22. Januar 1919) aus. Im Folgejahr wurde eine Ausstellung beim Warschauer Verband jüdischer Autoren und Journalisten (polnisch: Związek Żydowskich Literatów i Dziennikarzy) in der ul. Tłomackie, danach im Gemeindehaus am Grzybowski-Platz (Plac Grzybowski), ebenfalls in Warschau, gegeben. Die letzte Ausstellung fand 1923 bei der Jüdischen Gesellschaft zur Förderung der Kunst (polnisch: Żydowskie Towarzystwo Krzewienia Sztuk Pięknych) statt. Zeitweise befanden sich Büro- und Ausstellungsräume des Verbandes in der Ulica Piotrkowska 71.
Viele Mitglieder des Verbandes schlossen sich der jüdischen Künstlergruppe Jung Jidysz an.